# Gardon (rivière de l'Ain)
Pour les articles homonymes, voir Gardon.
Voir également l'article sur la rivière Gardon qui coule dans le Gard.
Le Gardon est une rivière du département de l'Ain dans la région Auvergne-Rhône-Alpes. Elle est un affluent droit de l'Ain.

## Géographie
Elle prend sa source à Mollon sur le territoire de Villieu-Loyes-Mollon et se jette dans l'Ain dans cette même ancienne commune. Sa longueur est de 3,4 kilomètres.